# Seminario Comunista Internacional
El Seminario Comunista Internacional (SCI) fue una conferencia comunista anual que se celebró hasta el año 2014 en Bruselas a principios de mayo. Lo organizaba el Partido del Trabajo de Bélgica (PTB).
En 1992 Ludo Martens, líder del PTB, propuso la celebración del SCI, como encuentro para organizaciones y partidos con diferentes visiones del marxismo-leninismo. Martens propuso la unificación de las cuatro tendencias principales del marxismo-leninismo: prosoviéticos, pro-chinos, pro-albaneses y pro-cubanos. Alrededor de 150 organizaciones de África, América Latina, América del Norte, Asia y Europa participaron en el SCI. Entre 1992 y 1995 el SCI trabajó por identificar "las verdaderas causas de la restauración capitalista en la Unión Soviética" y en Europa del Este y aprender de dicha experiencia para evitar repetir "errores del pasado".

## Conferencias anuales
- 2013: Ataques a las libertades y derechos democráticos en la crisis capitalista mundial.
- 2011: El fortalecimiento de los partidos comunistas en tiempos de una profunda crisis sistémica del capitalismo.
- 2006: Experiencias presentes y pasadas del Movimiento Comunista Internacional.
- 2005: Experiencias y tareas de los comunistas en la lucha contra el imperialismo.
- 2004: Estrategia y táctica en la lucha contra la guerra imperialista global de EEUU.
- 2003: El partido marxista-leninista y el frente anti-imperialista contra la guerra.
- 2002: Crisis económicas y la posibilidad de una gran crisis global.
- 2001: La revolución socialista mundial en las condiciones de la globalización imperialista.
- 2000: Imperialismo, fascistización y fascismo.
- 1999: Imperialismo significa guerra.
- 1998: La clase obrera, su papel dirigente, nuevas formas de explotación y experiencias de la lucha organizativa.
- 1997: La guía de la Revolución de Octubre es la vía para la liberación de la clase obrera.
- 1996: La lucha anti-imperialista bajo el Nuevo Orden Mundial.

## Partidos participantes
| País            | Partido                                                                  | Líder                              |
| --------------- | ------------------------------------------------------------------------ | ---------------------------------- |
| Afganistán      | Partido del Pueblo de Afganistán                                         | Desconocido                        |
| Alemania        | Partido Comunista Alemán                                                 | Patrik Köbele                      |
| Argelia         | Partido Argelino para la Democracia y el Socialismo                      | Abdelhamid Benzine                 |
| Azerbaiyán      | Partido Comunista de Azerbaiyán                                          | Rauf Gurbanov                      |
| Bielorrusia     | Partido Comunista Obrero de Bielorrusia                                  | Desconocido                        |
| Bélgica         | Partido del Trabajo de Bélgica                                           | Peter Mertens                      |
| Benín           | Partido Comunista de Benín                                               | Pascal Fantodji                    |
| Brasil          | Partido Comunista de Brasil                                              | Luciana Barbosa de Oliveira Santos |
| Brasil          | Partido Comunista Brasileño                                              | Edmilson Costa                     |
| Brasil          | Partido Patria Libre                                                     | Sérgio Rubens de Araújo            |
| Bulgaria        | Partido de los Comunistas Búlgaros                                       | Desconocido                        |
| China           | Partido Comunista de China                                               | Xi Jinping                         |
| Chipre          | Partido Progresista del Pueblo Obrero                                    | Andros Kyprianou                   |
| Colombia        | Partido Comunista Colombiano                                             | Jaime Caycedo                      |
| Corea del Norte | Partido del Trabajo de Corea                                             | Kim Jong-un                        |
| Cuba            | Partido Comunista de Cuba                                                | Miguel Díaz Canel                  |
| Dinamarca       | Partido Comunista de Dinamarca                                           | Henrik Stamer Hedin                |
| Dinamarca       | Partido Comunista en Dinamarca                                           | Desconocido                        |
| España          | Partido Comunista de España                                              | Enrique Santiago                   |
| España          | Partido Comunista de los Pueblos de España                               | Carmelo Suárez                     |
| España          | Partido Comunista Obrero Español                                         | Francisco Barjas                   |
| Estados Unidos  | Organización Socialista "Camino de la Libertad"                          | Desconocido                        |
| Filipinas       | Partido Comunista de Filipinas                                           | Pedro P. Baguisa                   |
| Francia         | Unión de Revolucionarios Comunistas de Francia                           | Desconocido                        |
| Francia         | Polo de Renacimiento Comunista en Francia                                | Georges Gastaud                    |
| Grecia          | Partido Comunista de Grecia                                              | Dimitris Koutsoumpas               |
| Hungría         | Partido Obrero Húngaro                                                   | Gyula Thürmer                      |
| Irán            | Partido del Trabajo de Irán (Tudeh)                                      | Mohamad Omidvar                    |
| Irlanda         | Partido de los Trabajadores de Irlanda                                   | John Lowry                         |
| Laos            | Partido Popular Revolucionario de Laos                                   | Bounnhang Vorachith                |
| Letonia         | Partido Socialista de Letonia                                            | Vladimirs Frolovs                  |
| Líbano          | Partido Comunista Libanés                                                | Hanna Gharib                       |
| Lituania        | Frente Popular Socialista                                                | Giedrius Grabauskas                |
| Luxemburgo      | Partido Comunista de Luxemburgo                                          | Ali Ruckert                        |
| Malta           | Partido Comunista de Malta                                               | Víctor Degiovanni                  |
| México          | Partido Popular Socialista                                               | Cuauhtémoc Amezcúa Dromundo        |
| Países Bajos    | Nuevo Partido Comunista de los Países Bajos                              | Job Pruijser                       |
| Palestina       | Frente Popular para la Liberación de Palestina                           | Ahmad Saadat                       |
| Palestina       | Partido Comunista Palestino                                              | Mahmud Saadeh                      |
| Portugal        | Partido Comunista Portugués                                              | Jerónimo de Sousa                  |
| Reino Unido     | Partido Comunista de Gran Bretaña (Marxista-Leninista)                   | Harpal Brar                        |
| Rusia           | Partido Comunista de la Federación Rusa                                  | Guennadi Ziugánov                  |
| Rusia           | Partido Comunista Obrero Ruso - Partido Revolucionario de los Comunistas | Viktor Tyulkin                     |
| Rusia           | Partido Comunista de la Unión Soviética (2001)                           | Sergey Alexandrov                  |
| Serbia          | Nuevo Partido Comunista de Yugoslavia                                    | Batrić Mijović                     |
| Sudán del Sur   | Partido Comunista de Sudán del Sur                                       | Joseph Wol Modesto                 |
| Sri Lanka       | Frente de Liberación Popular de Sri Lanka                                | Anura Kumara Dissanayake           |
| Suecia          | Partido Comunista (Suecia)                                               | Robert Mathiasson                  |
| Suiza           | Partido Suizo del Trabajo                                                | Norberto Crivelli                  |
| Suiza           | Partido Comunista de Suiza del Sur                                       | Desconocido                        |
| Suiza           | Partido Comunista de Ginebra-"Les Communistes"                           | Desconocido                        |
| Taiwán          | Partido del Trabajo de Taiwán                                            | Wu Rongyuan                        |
| Túnez           | Partido Unificado de los Patriotas y Demócratas                          | Ziad Lakhdhar                      |
| Turquía         | Partido Comunista de Turquía                                             | Kemal Okuyan                       |
| Turquía         | Partido del Trabajo (Turquía)                                            | Selma Gürkan                       |
| Ucrania         | Unión de Comunistas de Ucrania                                           | Desconocido                        |
| Venezuela       | Partido Comunista de Venezuela                                           | Óscar Figuera                      |
| Vietnam         | Partido Comunista de Vietnam                                             | Nguyễn Phú Trọng                   |